# Liquid Cooling and Ventilation Garment

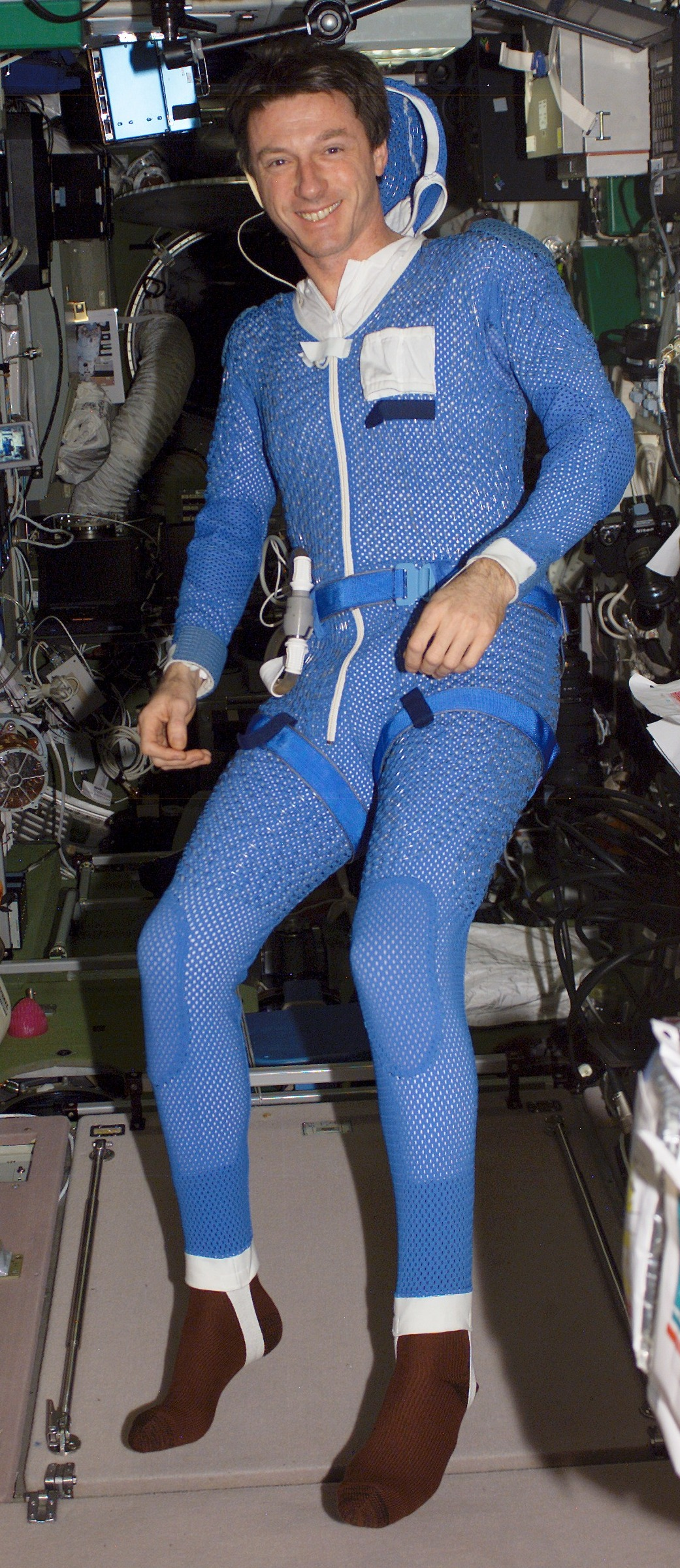
LCVG usata sulla tuta Orlan.

La Liquid Cooling and Ventilation Garment, o LCVG, è un indumento indossato dagli astronauti al fine di mantenere una  temperatura corporea confortevole durante l'attività extraveicolare. Il LCVG funziona facendo circolare acqua fredda attraverso una rete di tubi flessibili a diretto contatto con la pelle degli astronauti. L'acqua conduce il calore lontano dal corpo, portando ad una temperatura interna più bassa. L'acqua torna poi al sistema di supporto primario, situato in vita o nel Primary Life Support System, dove viene raffreddato in uno scambiatore di calore prima di essere rimessa in circolo.
Siccome l'ambiente spaziale è essenzialmente un vuoto, il calore non può essere perso per convezione e quindi è necessario l'utilizzo del LCVG. Senza non sarebbe possibile eliminare il calore.
LCVG usata dalla NASA nella Extravehicular Mobility Unit è principalmente costruito in spandex con nylon. I tubi sono in cloruro di polivinile.